# Sbornik uspienski
Sbornik uspienski – datowany na przełom XII i XIII wieku kodeks ruski, odnaleziony w 1846 roku w Soborze Uspienskim na Kremlu moskiewskim. Obecnie znajduje się w zbiorach Państwowego Muzeum Historycznego w Moskwie.
Kodeks liczy 304 karty pergaminowe, oprawione w drewno obite skórą. Pisany jest ustawem, w dwóch kolumnach po 32 wiersze w każdej. Brakuje początku i końca oraz kilku środkowych kart. Sbornik zawiera żywoty i opowieści o świętych. Jest najstarszym znanym zabytkiem ruskim, w którym oprócz przekładów umieszczono utwory oryginalne pochodzenia wschodnio- i południowosłowiańskiego. Układ utworów, nie odpowiadający liturgicznym zwyczajom Cerkwi, wskazuje że księga powstała do użytku prywatnego.
Krytyczne wydanie zabytku wraz z indeksem wyrazów i analizą paleograficzną pod redakcją S.I. Kotkowa ukazało się w Moskwie w 1971 roku.